# Podporočnik plovila (Italija)
Podporočnik plovila (izvirno italijansko Sottotenente di vascello) je častniški čin v uporabi pri Italijanski vojni mornarici. V činovni hierarhiji Italijanske kopenske vojske, Italijanskega vojnega letalstva, Korpusa karabinjerov in Finančne straže mu ustreza čin poročnika. V sklopu Natovega STANAG 2116 spada v razred OF-1.
Nadrejen je činu Guardiamarina in podrejen činu poročnika plovila.

## Oznaka čina
Oznaka čina je dvodelna in sicer:
- narokavna oznaka: dve zlati črti s pentljo na vrhu in
- naramenska (epoletna) oznaka: dve zlati črti s pentljo na vrhu.

Galerija
- Narokavna oznaka
- Naramenska (epoletna) oznaka